# Portunus
Portunus – rodzaj skorupiaków dziesięcionogich z rodziny portumikowatych (Portunidae) obejmujący ponad 20 gatunków, w języku polskim określanych nazwą portunik lub włosiennik. Występują na płytkim dnie we wszystkich pełnosłonych morzach strefy umiarkowanej, subtropikalnej i tropikalnej. Część z nich (m.in. Portunus pelagicus, P. trituberculatus) jest poławiana gospodarczo. Charakteryzują się masywnymi szczypcami i zaokrąglonym z przodu głowotułowiem, z 5 bocznymi ząbkami, osiągającym długość do 7 cm. Dobrze pływają wiosłując listkowato spłaszczoną ostatnią parą odnóży.

## Systematyka
Systematyka w obrębie rodzaju jest problematyczna. Relacje między poszczególnymi gatunkami są słabo poznane. Rodzaj najprawdopodobniej nie jest monofiletyczny i  zachodzi potrzeba dalszych badań.
- Portunus anceps
- Portunus argentatus
- Portunus binoculus
- Portunus depressifrons
- Portunus euglyphus
- Portunus floridanus
- Portunus gibbesii
- Portunus granulatus
- Portunus hastatus
- Portunus longispinosus
- Portunus macrophthalmus
- Portunus orbicularis
- Portunus ordwayi
- Portunus pelagicus
- Portunus pseudohastatoides
- Portunus pubescens
- Portunus sanguinolentus
- Portunus sayi
- Portunus sebae
- Portunus spinicarpus
- Portunus spinimanus
- Portunus trituberculatus – portunik gazami[2]
- Portunus tuberculosus
- Portunus ventralis
- Portunus vossi
- Portunus xantusii